# 菅原纱由理
The SxPLAY，本名菅原紗由理（日语：／ Sugawara Sayuri、1990年6月29日—），出生在日本秋田县橫手市，日本女性歌手，For Life Music Entertainment所属。毕业于横手市立横手南中学校和秋田县立横手城南高等学校。

## 生平
菅原纱由理小時候就喜爱唱歌，在电视上看过DREAMS COME TRUE的演唱会片段後，就立志成为一名歌手。虽然双亲都反对其成为歌手的梦想，但她还是报名参加了For Life Music的试镜，并成为最早通过试镜的候选人。
- 2008年
  - 1月14日，成为For Life Music Entertainment所主办的「7DAYSオーディション&30DAYSオーディション」首位入选者。之后为了正式的出道进行语音训练和录音工作，而过起了秋田和东京两地之间来回奔走的生活 [1]。
  - 12月17日，发布「Destiny feat. FEROS」。该曲以1000张限定单曲的形式在TOWER RECORDS東北地区5家门店（下田（日语：イオンモール下田）、盛岡（日语：イオンモール盛岡）、仙台PARCO（日语：仙台マークワン#仙台パルコ）、秋田（日语：秋田フォーラス）和郡山（日语：アティ郡山））进行预售，并被抢购一空[2]。当时的标语是“恋上生剥鬼节，雪花的声音！”。发售时，在TOWER RECORDS秋田店、仙台PARCO进行店内活动。这一夜的盛况登上了秋田朝日放送新闻节目的头条新闻。
- 2009年
  - 3月，高中毕业[3]，为求学而前往东京[4]。
  - 4月8日，以迷你专辑《送给你的歌》正式出道（日语：メジャー・デビュー (音楽家)）。其后以歌曲《送给你的歌》获第3届RecoChoku新人杯大奖赛。为纪念发售，在TOWER RECORDS秋田店、盛冈店进行店内活动。
  - 9月8日，宣布将为《最终幻想XIII》演唱主题曲 [5]。在《最终幻想XIII》的记者见面会上，在乐队的伴奏下现场演唱《君がいるから》[6]。
  - 9月30日，发表第一支单曲《那一天的约定（日语：あの日の約束）》[7]。（《送给你的歌》是微专辑，《Destiny feat. FEROS》则是同人音乐盘，所以实际上《あの日の約束》才被算作第一支单曲）
  - 11月6日，在代官山UNIT（日语：UNIT）举行现场招待会。当天的场景被收录进《First Story（日语：First Story）》的首发限量版特典DVD中 [8]。
  - 11月29日，在ALTA（日语：アルタ）前，举行小型音乐会，正式披露《君がいるから》和《Eternal Love》 [9]。
  - 12月2日，发表第二支单曲《因为有你》[10] [11]。

- 2010年
  - 1月27日，发表第一张专辑《First Story》。首发限量盘附有收录现场演唱视频和DVD。专辑第一首曲目所收录的《ありがとう feat. FEROS》是单曲《那一天的约定》中同捆曲目《ありがとう》由FEROS参与和声而制作的专辑收录版本 [12]。

- 2013年
  - 11月，宣佈結束作為菅原紗由理的活動，離開所屬唱片公司For Life Music。

- 2014年
  - 3月30日，宣佈更名為"THE SxPLAY"，以獨立音樂人身份再次開始活動，並在5月20日發表了第一張迷你專輯《Call to Action》。

## 唱片

### 单曲
| 枚  | 发售日        | 标题             |
| --- | ------------- | ---------------- |
| 1st | 2009年9月30日 |                  |
| 2nd | 2009年12月2日 | 君がいるから     |
| 3rd | 2010年5月19日 | 素直になれなくて |
| 4th | 2010年9月1日  | “好き”という言葉 |
| 5th | 2011年12月7日 | 明日になる前に   |
| 6th | 2012年3月28日 | はばたくキミへ   |

### 专辑
| 枚  | 发售日         | 标题          |
| --- | -------------- | ------------- |
| 1st | 2010年1月27日  | First Story   |
| 2nd | 2012年11月14日 | Open The Gate |

### 迷你专辑
| 枚  | 发售日         | 标题         |
| --- | -------------- | ------------ |
| 1st | 2009年4月8日   | 送給你的歌   |
| 2nd | 2010年12月22日 | Close To You |
| 3rd | 2011年7月20日  | Forever...   |

### 以"THE SPLAY" 名義
| 枚  | 发售日        | 标题           |
| --- | ------------- | -------------- |
| 1st | 2014年5月20日 | Call to Action |

### 参加作品
1. Miss Monday（日语：Miss Monday）《さよなら feat.菅原紗由理》（2010年3月24日） m-1「さよなら feat.菅原紗由理」
2. KG（日语：KG (R&B)）《Songs of love》（2010年10月20日） m-4「誰よりも duet with 菅原紗由理」

## 合作
| 曲名                  | 作品使用                                                  |
| キミに贈る歌          | 東京電視台系《JAPAN COUNTDOWN》2009年4月度片头曲          |
| あの日の約束          | 日本電視台系《音樂戰士 MUSIC FIGHTER》9 - 10月 POWER PLAY |
| 君がいるから          | 史克威尔艾尼克斯公司出品的游戏《最终幻想XIII》主題歌      |
| Eternal Love          | 史克威尔艾尼克斯公司出品的游戏《最终幻想XIII》插曲        |
| ありがとう feat.FEROS | 朝日電視台系《地球まるごとTV》主题曲                      |
| It's My Life          | TBS系《世界･ふしぎ発見!》片尾主题曲                       |
| 素直になれなくて      | 富士電視台系电视剧《素直になれなくて》插曲                |
| “好き”という言葉      | 朝日電視台系电视剧《科调所的女法研》主題歌                |
| いつの日も            | 富士電視台系《金曜プレステージ》片尾主题曲                |